# Vercel-Villedieu-le-Camp
Vercel-Villedieu-le-Camp is een gemeente in het Franse departement Doubs (regio Bourgogne-Franche-Comté). De plaats maakt deel uit van het arrondissement Pontarlier. Vercel-Villedieu-le-Camp telde op 1 januari 2022 1.732 inwoners.

## Geografie
De oppervlakte van Vercel-Villedieu-le-Camp bedraagt 29,96 vierkante kilometer; de bevolkingsdichtheid is 56 inwoners per km² (per 1 januari 2019).
De onderstaande kaart toont de ligging van Vercel-Villedieu-le-Camp met de belangrijkste infrastructuur en aangrenzende gemeenten.

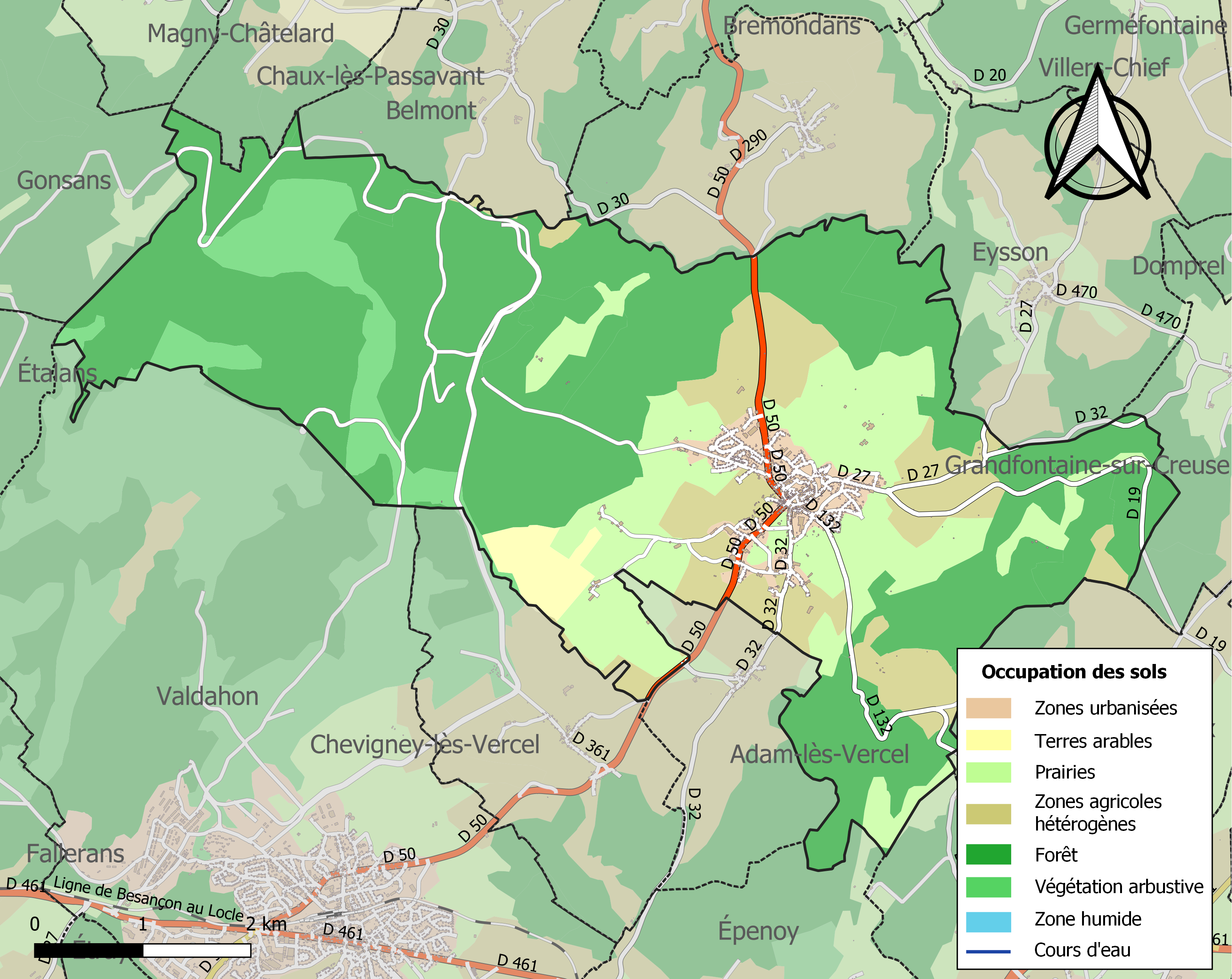

## Demografie
Onderstaande figuur toont het verloop van het inwonertal (bron: INSEE-tellingen).